# Жлездача
Жлездача или жлездасти звончић (лат. Adenophora liliifolia) је зељаста врста која припада фамилији Campanulaceae. Род Adenophora обухвата 64 врсте које су углавном распрострањене у источној и југоисточној Азији са центром диверзитета у јужној Кини. Ова врста је терцијарни реликт и једини је представник рода који расте у централној Европи.

## Опис
Жлездача је вишегодишња биљка са дебелим и вретенастим кореном. Стабло је усправно, слабо разгранато, са уздужним браздама, висине до 100 cm. Са стабла полазе листови, у основи стабла су на дугим дршкама, срцасто округласти, при цветању често осушени. Доњи листови су елиптични, док горњи линеарни, седећи. Цветови су висећи и налазе се на кратким дршкама. Цветови образују цваст која је метлица или растерсит грозд. Чашични зупци доста кратки, благо тестерасто назубљени. Круница је звонаста, светлоплава и миришљава. У цвету се налази 5 прашника и тучак чији је стубић два пута дужи од крунице. Цвета током јула и августа, а опрашује се ентемофилијом. Плод је јајаста, избраздана чахура која се отвара са три поре при основи. Врста се размножава помоћу семена или вегетативно ризомима.

## Распрострањење
Ареал жлездаче обухвата европски континет и западну Азију. На Балканском полуострву врста расте у заадном делу на малом броју локалитета у Хрватској, Босни и Херцеговини, Црној Гори и Србији. У државама централне Европе, ова врста такође расте на маом броју локалитета, а примећен је тренд смањења броја популација, као и броја јединки у популацијама.  У Републици Србији је забележена у кањону Дервенте, кањону реке Грлац и кањону Ибра. Расте на каменитим и сеновитим обалама планинских река, у оквиру шума свезе Seslerio-Ostryon. Може расти у влажним ливадама поред брдских река и по планинским тресава. У Црној Гори расте и на кречњачким стенама кањона изнад воде.

## Угроженост и заштита врсте
На територији Републике Србије је проглашена строго заштићеном врстом Правилником о проглашењу и заштити строго заштићених и заштићених дивљих врста биљака, животиња и гљива. Налази се у Црвеној књизи флоре Србије, али и Црвеним књигама других држава. Антропогени фактор представља главни фактор који негативно утиче на ову врсту, поготово на ишчезавање утиче загађење река хемијским материјама и чврстим отпадом.